# I Got Your Country Right Here
I Got Your Country Right Here è il quarto album discografico in studio della cantante country statunitense Gretchen Wilson, pubblicato nel 2010.

## Tracce
1. I Got Your Country Right Here – 3:15 (Tom Hambridge, Jeffrey Steele)
2. Work Hard, Play Harder – 3:10 (Wilson, Vicky McGehee, John Rich, Chris Robinson, Rich Robinson)
3. I'm Only Human – 3:40 (McGehee, Rivers Rutherford)
4. The Earrings Song – 2:54 (Monty Criswell, Rutherford)
5. Trucker Man – 3:00 (Rodney Clawson, McGehee, Rich)
6. Blue Collar Done Turn Red – 3:04 (Wilson, Dallas Davidson)
7. Outlaws and Renegades – 3:52 (Terry McBride, Chris Stapleton)
8. Walk on Water – 3:31 (Bob DiPiero, Hambridge, Steele)
9. Love on the Line – 3:48 (Stapleton)
10. As Far as You Know – 2:57 (Bekka Bramlett, Bobby Terry)
11. I'd Love to Be Your Last – 3:34 (Rutherford, Sam Tate, Annie Tate)